# Desgras Balata River
Der Desgras Balata River ist einer der nördlichsten Flüsse an der Nordspitze von Dominica. Er entspringt im Gebiet des namengebenden Desgras Balata Estate im Parish Saint Andrew und entsteht aus zwei Quellbächen. Bereits nach knapp anderthalb Kilometern Verlauf nach Norden mündet er am Pointe Reposoir ins Karibische Meer. Direkt östlich schließt sich das Einzugsgebiet des Delaford River an.